# 广西树参
广西树参（学名：Dendropanax kwangsiensis）是五加科树参属的植物，是中国的特有植物。分布在中国大陆的广西等地，目前尚未由人工引种栽培。

## 别名
广西木五加（广西植物名录）